# Principe van Huygens-Fresnel
Het principe van Huygens-Fresnel is een beginsel uit de optica om golfvoortplanting te beschrijven. Het is van toepassing op breking, weerkaatsing, echo, buiging (diffractie) en interferentie maar ook op deeltjes die als golf kunnen worden opgevat (conform de dualiteit van golven en deeltjes). 
In 1678 voerde de natuurkundige Christiaan Huygens (1629-1687) het beginsel als volgt in. 
"Elk punt van een golffront is op te vatten als een nieuw storingscentrum, dat op zijn beurt pulsen uitzendt. Een nieuw golffront vindt men door de omhullende van deze elementaire golffronten te nemen".
Huygens publiceerde deze definitie in 1690 in zijn Traité de la lumière. Augustin Jean Fresnel (1788-1827) breidde het principe later uit.

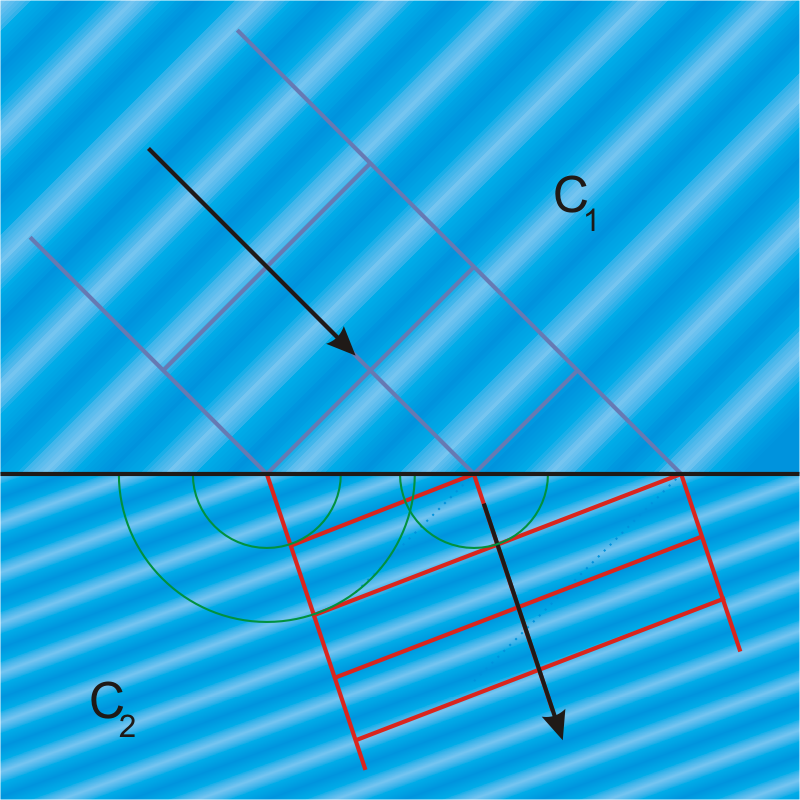
Breking van een golf aan het grensvlak van stoffen C1 en C2 volgens het principe van Huygens.

Buiging (diffractie) van een golf volgens het principe van Huygens.

## Beginsel van Huygens
Huygens stelde zich voor dat een golf zich alleen door een medium kan voortplanten. Elk punt in het medium wordt afzonderlijk beschouwd. Als het punt vanuit een bron een golf ontvangt, zendt het een nieuwe bolgolf (sferische golf) uit met dezelfde amplitude, frequentie en fase als de oorspronkelijke golf. "Om ieder deeltje moet een golf ontstaan waarvan het deeltje het middelpunt is", schreef Huygens in zijn Traité de la lumière (1690). Deze nieuwe golven heten elementaire golven. De raaklijn (omhullende) aan alle elementaire golven vormt het nieuwe golffront. De lijn loodrecht op een golffront geeft de voortplantingsrichting aan. In het geval van licht geeft zo'n lijn een lichtstraal weer. 
Er werden twee bezwaren tegen het beginsel in deze oorspronkelijke vorm ingebracht:
1. Waarom wordt het nieuwe golffront gevormd door de omhullende aan de buitenkant van de elementaire golven, en niet aan de binnenkant? Dus waarom loopt de golf niet ook terug?
2. Licht bereikt een punt niet alleen langs de kortste weg, maar ook via een omweg, door elementaire golven uit andere punten. Dit is in strijd met de rechtlijnige voortplanting van licht en het principe van Fermat.

Daarom legde Huygens' golftheorie het in de achttiende eeuw voorlopig af tegen de emissietheorie van Isaac Newton met lichtdeeltjes, die rechtlijnige voortplanting vooruit wel eenvoudig verklaarde.

## Weerkaatsing en breking
Toch kon met deze beperkte vorm van het beginsel van Huygens al de brekingswet van Snellius worden afgeleid - zie figuur hierboven en Java applet bij links. Een vlak golffront valt vanuit medium C1 met snelheid {\displaystyle V} schuin in op een grensvlak met medium C2. De golf bereikt achtereenvolgens punten van het grensvlak die nieuwe golfcentra worden. De figuur toont alleen de gebroken golf in medium C2, de applet toont het hele verschijnsel. Het elementaire golffront vanuit ieder punt bestaat uit twee delen: een halve bol in medium C1 voor de weerkaatste golf, en een andere halve bol in medium C2 voor de gebroken golf. Omdat de voortplantingssnelheden in de media C1 en C2 verschillen, nemen de halve golffronten afscheid van elkaar. 
Fizeau bepaalde 150 jaar later de voortplantingssnelheid van licht in water en vond dat deze kleiner was dan die in lucht. Daarmee werd de interpretatie van Huygens bevestigd door de overeenstemming met de brekingsindex. De emissietheorie van Isaac Newton met zijn lichtdeeltjes werd hierdoor op dit punt weerlegd. Maar dat was op andere gronden - zie onder - al eerder gebeurd.
Hiermee was nog niet verklaard welk deel van de invallende golf weerkaatst of gebroken wordt.

## Beginsel van Huygens-Fresnel
Met behulp van de interferentiestelling van Thomas Young slaagde Fresnel erin, het beginsel van Huygens uit te breiden. Zo kon het de rechtlijnige voortplanting van licht verklaren en kwalitatief de destijds bekende interferentie- en buigingsverschijnselen.
Fresnel verdeelde een golffront in verschillende zones met telkens een weglengte verschil van een halve golflengte. Als in een punt meer elementaire golven aankomen, zullen golven met een weglengteverschil van een halve golflengte elkaar opheffen. Fresnel kon met een integraal (optelling) over al die golven aantonen, dat alleen de rechtdoorgaande of teruglopende golven overblijven. Hiermee was bovenstaand bezwaar 1 opgeheven. 
Het bezwaar 2 van de ontbrekende teruglopende golf werd later opgelost door Gustav Robert Kirchhoff (1824 – 1887).

## Golffronten
De golffronten die het beginsel van Huygens veronderstelt kunnen verschillende vormen aannemen. Een golffront kan vlak zijn, bijvoorbeeld als een puntbron oneindig ver weg staat. Het kan ook cirkel- of bolvormig zijn, waarbij de beweging naar buiten loopt vanuit een puntbron in het midden. Het licht kan ook met bolvormige golffronten naar een brandpunt als middelpunt toe lopen. Andere mogelijke vormen zijn onder meer een halfrond front bij diffractie door een opening of een kegelvormig front bij Cerenkovstraling.

## Buiging (diffractie)
Een vaak voorkomende toepassing van het beginsel van Huygens-Fresnel is diffractie aan een opening.
Een relatief groot gat kan worden opgevat als een verzameling van kleine gaatjes die ieder als puntbron dienen. Elke puntbron zendt een bolgolf uit. De totale uitstraling is een superpositie. In water is dit effect gemakkelijk te zien als een ronde golf een gat in een schot bereikt, met aan weerszijden water. Het gat wordt het middelpunt van een nieuw cirkelvormig golfpatroon.

## Tsjerenkovstraling
Als een elektrisch geladen deeltje in een stof sneller beweegt dan de plaatselijke lichtsnelheid, ontstaat een schokgolf met kegelvormig golffront om de baan van het deeltje heen: Tsjerenkovstraling. Een voorbeeld is de blauwe gloed in het koelwater van kernreactoren veroorzaakt door snelle elektronen.

## Geluidsbarrière
Een soortgelijke situatie doet zich voor als een straaljager door de geluidsbarrière breekt. Dan vliegt hij sneller dan de plaatselijke geluidssnelheid en ontstaan eveneens kegelvormige golffronten, nu van geluid dus van drukgolven in lucht.

### Primaire bron
- Christiaan Huygens Traité de la lumière (1690)
- Treatise on Light 1690 Traité de la Lumière vertaald in het Engels door Silvanus P. Thompson, Project Gutenberg

### Moderne natuurkundeboeken
- Born, M. & Wolf, E.: Principles of optics, Pergamon Press, Oxford, 1987
- Hecht, E. & Zajac, A.: Optics, Addison-Wesley, Reading, 1974
- Kronig, A. (red.): Leerboek der natuurkunde, Scheltema & Holkema, Amsterdam, 1962
- Biezeveld, H. en Mathot, L.: Scoop Natuurkunde voor de bovenbouw 5/6 vwo, Wolters-Noordhoff Groningen, 1997 vijfde druk

### Wetenschapsgeschiedenis
- Andriesse, C.D.: Titan kan niet slapen: een biografie van Christiaan Huygens, 1993 ISBN 90-254-0168-6.
- Hooykaas, R.: Geschiedenis der natuurwetenschappen, Utrecht 1976